# Brandtfilm
Die Brandtfilm GmbH (vormals Rainer Brandt Film Produktionsgesellschaft mbH) mit Sitz in Potsdam-Babelsberg ist ein deutsches Produktionsunternehmen für die Synchronisation von Filmen und Fernsehserien.

## Geschichte
Das Unternehmen wurde 1973 vom Schauspieler und Synchronsprecher Rainer Brandt in Berlin gegründet. Brandt hatte bereits einige Jahre für andere Unternehmen – insbesondere für die Deutsche Synchron – als Dialogbuchautor und Synchronregisseur gearbeitet.
Für das Kino entstanden bei Brandtfilm Synchronfassungen für zahlreiche Filme mit Bud Spencer und Terence Hill, z. B: Zwei Himmelhunde auf dem Weg zur Hölle (1973) und Mein Name ist Nobody (1973), mit Louis de Funes, u. a.: Brust oder Keule (1976), Louis und seine außerirdischen Kohlköpfe (1982) und Jean-Paul Belmondo (Der Profi, 1981).
Bei Brandtfilm wurden außerdem unter anderem Eine Leiche zum Dessert (1976), Der letzte Scharfschütze (1977), Sag niemals nie (1983) und Beetlejuice (1988) synchronisiert, und es entstanden auch zahlreiche Neusynchronisationen bereits synchronisierter Filme in den 1970er und 80er-Jahren, z. B.: Für eine Handvoll Dollar (1975).
Ende der 1980er Jahre stellte das Unternehmen als einer der ersten Betriebe der Branche auf digitale Aufnahmetechnik um und verlagerte seinen Schwerpunkt auf die Synchronisation von Fernsehserien. Für die Kirch-Gruppe synchronisierte die Brandtfilm einige bekannte Sitcoms wie Die Ausgeflippten (1988–90), Seinfeld (1994–98), Frasier (1994–2002), Alle unter einem Dach (1994–98) oder Fawlty Towers (1996) und Comedy-Serien wie M*A*S*H (1989–1992), Ein Käfig voller Helden (1993), und für die bis dahin noch fehlenden Folgen von Die 2 (1994, ursprünglich 1970–71). Es folgten weitere Bearbeitungen in unterschiedlichen Genres, zum Beispiel die 1970er-Jahre-Sitcom Die Jeffersons (1998–2000), die Science-Fiction-Serien Roswell (2000–2002) und Eureka – Die geheime Stadt (2007–12) oder die Drama-Serie Everwood (2005–06). Von 2008 bis 2014 synchronisierten sie für ProSieben die Sitcom The Big Bang Theory.
Im Jahr 1996 verlegte die Brandtfilm ihren Sitz von Berlin-Spandau nach Kleinmachnow, wo sie die Ateliers des DEFA-Studios für Dokumentarfilme übernahm. Seit 2015 hat das Unternehmen seinen Sitz in Potsdam in den Räumlichkeiten von Studio Babelsberg. Anfang 2016 übernahm Judith Brandt, die Tochter von Rainer Brandt, die Geschäftsführung. Gleichzeitig erfolgte die Umfirmierung von Rainer Brandt Film Produktionsgesellschaft mbH in Brandtfilm GmbH.